# Szent Olaf-dráma

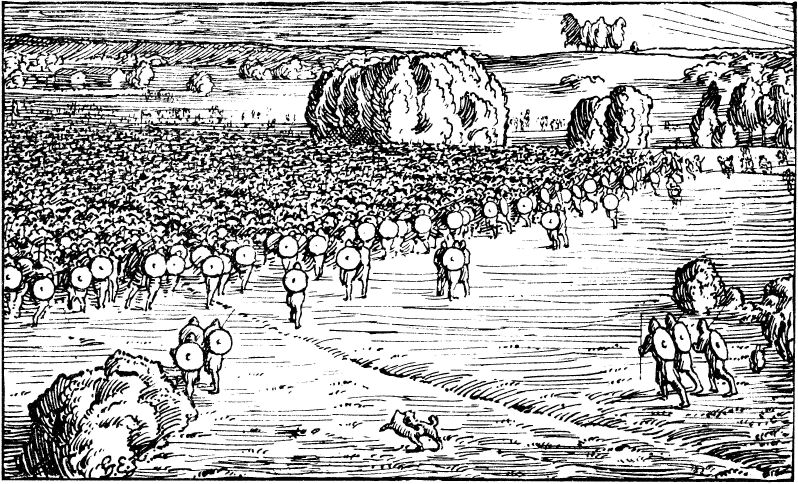
Halfdan Egedius illusztrációja az Olaf-sagához, 1899

A Szent Olaf-dráma az évente rendezett Szent Olaf Fesztivál fő látványossága a stiklestadi csata helyszínén, ahol a norvégok szent királyát, II. Olafot 1030-ban megölték. A darabot ugyanazon a helyen 1954 óta minden évben július végén előadják és az esemény évente mintegy húszezer látogatót vonz.
A darab szövegét Olav Gullvåg írta, zenéjét Paul Okkenhaug szerezte. A fő szerepeket általában Norvégia vezető színészei játsszák, a kisebb szerepekre Verdalból és a környékbeli falvakból toboroznak amatőr színészeket (sokan már visszatérő, tapasztalt résztvevők). A darab színre állításához jelentős szervezőmunkára van szükség, amit jórészt önkéntesek végeznek.
Az előadás céljára szabadtéri színpadot és amfiteátrumot építettek, amelynek befogadóképessége mintegy tízezer ember, 5400 ülőhellyel. A színpad a skandináv országokban a legnagyobb, tömegjelenetek bemutatására is alkalmas.
A történet egy Sul nevű hegyi birtokon játszódik, néhány nappal a csata előtt. A farm lakói szalmabetakarításra készülnek, miközben az ideérkezők – pogányok és keresztények – a király mellett, illetve ellene foglalnak állást.

## Külső hivatkozás
- Stiklestad honlap, norvégul, németül és angolul